# Reserva índia de Skull Valley
La reserva índia Skull Valley és una de les reserves dels goshute situada a 45 milles al sud-oest de Salt Lake City. Pertany a la tribu reconeguda federalment de la banda Skull Valley d'indis Goshute de Utah.

## Territori
La reserva comprèn 28,187 milles quadrades (73,004 km²) de terra al centre-est del comtat de Tooele (Utah), adjacent al cantó sud-oest del Bosc Nacional Wasatch-Cache a les Muntanyes Stansbury. La reserva es troba al sud del Skull Valley, i limita a l'oest amb les Muntanyes Cedar. Segons el cens dels Estats Units de 2000 viuen a la reserva 31 persones. És el lloc proposat per a una instal·lació d'emmagatzematge temporal per a combustible nuclear usat (a vegades també coneguts com a residus radioactius), causant una gran controvèrsia entre alguns nadius goshute, alguns dels funcionaris del govern de Utah i molts grups de suport locals. La instal·lació va ser autoritzada pel Comissió de Regulació Nuclear dels Estats Units, però la Bureau of Indian Affairs i l'Oficina d'Administració de Terres dels Estats Units es va negar a donar el permís necessari perquè la instal·lació funcioni.
Durant l'incident de les ovelles de Dugway el 12 d'abril de 1968, 6.000 ovelles foren mortes a Skull Valley pel gas VX llançat en una prova del proper camp de proves de Dugway de l'Exèrcit dels Estats Units. Dugway i Skull Valley han aparegut als films Rage, L'amenaça d'Andròmeda, Outbreak i Species.
El camp de proves de Dugway es troba al sud de Skull Valley. A l'est es troba la instal·lació d'emmagatzematge de gas nerviós i al nord la planta de la Magnesium Corporation que ha donat nombrosos problemes mediambientals. La reserva fou un lloc proposat de 820 acres (3 km²) per a un embalatge nuclear per a 40.000 tones de deixalles nuclears. Només se li han atribuït 120 acres (0,49 km²) i la resta de la terra és una zona d'amortiment.

## Govern tribal
La seu de la tribu es troba a Grantsville (Utah).
La tribu té un total de 134 membrs, dels quals entre 15 i 20 viuen a la reserva. La policia tribal té jurisdicció en la reserva.

## Història
El 12 d'octubre de 1863 la banda va signar el seu primer tractat amb el govern federal dels Estats Units. En 1917 el president Woodrow Wilson va signar l'ordre executiva establint la reserva.